# Hauknes
Hauknes est une localité du comté de Nordland, en Norvège.

## Géographie
Administrativement, Hauknes fait partie de la kommune de Rana.